# Carl Röver
Carl Röver, född 12 februari 1889 i Lemwerder, död 15 maj 1942 i Berlin, var en tysk nazistisk politiker och Obergruppenführer i Sturmabteilung (SA).
Röver var Gauleiter i Gau Weser-Ems och riksståthållare för Fristaten Oldenburg.
Under sin tid som riksståthållare i fristaden Bremen undertecknade Röver samtliga deportationsorder av judar från Bremen. Röver drabbades av en stroke i maj 1942 och dog kort därefter. Vid hans statsbegravning närvarade Adolf Hitler och Alfred Rosenberg höll griftetalet.